# 青木次生
青木 次生（あおき つぎお、1932年6月27日 - ）は、日本の英文学者。京都大学名誉教授。

## 人物
長野県生まれ。1955年信州大学教育学部英語科卒業、フルブライト奨学生としてイェール大学で1956年まで学ぶ。京都女子高等学校教諭、1959年京都大学大学院文学研究科英文科修士課程修了、姫路工業大学講師、1964年京大教養部助教授、1969年文学部助教授、1980年教授、1991年定年退官、名誉教授、甲南女子大学教授、2001年『ヘンリー・ジェイムズ』で文学博士（京都大学）の学位を取得。2005年甲南女子大退職。
ヘンリー・ジェイムズを専門とし、後期三部作を訳した。

## 著書
- 『ヘンリー・ジェイムズ』（芳賀書店） 1998.11

## 翻訳
- 『使者たち』（ジェイムズ、工藤好美共訳、講談社、世界文学全集） 1968、のち単独改訳『大使たち』上・下（岩波文庫） 2007
- 『ヘンリー・ジェイムズ 円熟期の研究』（F・O・マシーセン、研究社出版） 1972
- 『鳩の翼』（ジェイムズ、講談社、世界文学全集） 1974、のち改訳（講談社文芸文庫）上・下 1997
- 『アメリカ印象記』 （ジェイムズ、研究社出版、アメリカ古典文庫10） 1976 - 解説大橋健三郎
- 『メイジーの知ったこと』（ジェイムズ、あぽろん社） 1982.6
- 『評論・随筆』（国書刊行会、ヘンリー・ジェイムズ作品集8） 1984.1
- 『檻の中』（国書刊行会、ヘンリー・ジェイムズ作品集2） 1984.9
- 『金色の盃』（ヘンリー・ジェイムズ、あぽろん社） 1989.8、のち改訳 上・下（講談社文芸文庫） 2001